# Stary Jaworów
Stary Jaworów (alemán: Alt Jauernick) es una localidad del distrito de Świdnica, en el voivodato de Baja Silesia (Polonia). Se encuentra en el suroeste del país, dentro del término municipal de Jaworzyna Śląska. Perteneció a Alemania hasta 1945.
- Datos: Q7602751
- Multimedia: Stary Jaworów / Q7602751